# Lubo Kristek
Lubo Kristek (Brno, 8 maggio 1943) è uno scultore, pittore e performance artist ceco.
Kristek ha trascorso nell’ex Germania occidentale il periodo della propria maturazione artistica, dal 1968 fino agli anni ‘90 del XX secolo.

## Il contesto della vita e dell’opera di Kristek

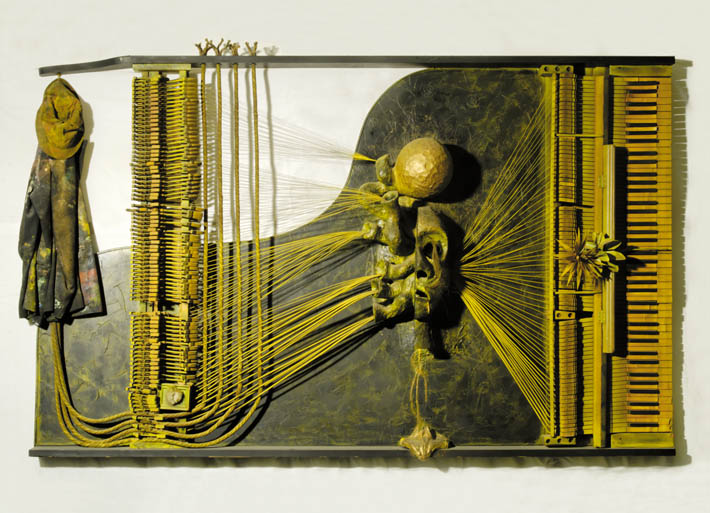
Metastazione dei toni abbandonati (1975-76).

Sin dagli esordi, l’opera di Kristek si caratterizza per la sperimentazione, l’incrocio e il superamento delle frontiere tra le singole branche dell’arte. Negli anni ‘60 del XX secolo Kristek abitava in una casa fatiscente, un saponificio dismesso, a Hustopeče (non lontano da Brno), dove organizzava eventi che fondevano la musica, le arti figurative, la poesia, il teatro e l’improvvisazione.
Nel 1968 è emigrato nella Germania occidentale, stabilendosi nella città di Landsberg am Lech, dove ha vissuto e lavorato per i successivi quasi trent’anni. Qui ha dato anche vita alla tradizione dei “Vernissage notturni di Kristek” da cui hanno poi preso forma i suoi happening, arrivati oggi a contare già varie decine di performance. Il vernissage, che al tempo stesso era anche un’esposizione, durava sempre soltanto una notte. L’atelier di Kristek a Landsberg era la sua fucina artistica.
Da Landsberg, Kristek ha viaggiato per l’Europa incontrando con piacere le persone del luogo e vagabondando per la campagna dove spesso lasciava anche la propria impronta, quando per esempio creava delle composizioni con oggetti trovati casualmente.
Nel 1977, nel suo Ciclo americano 77, Kristek ha viaggiato per tutta la costa occidentale degli Stati Uniti e del Canada.

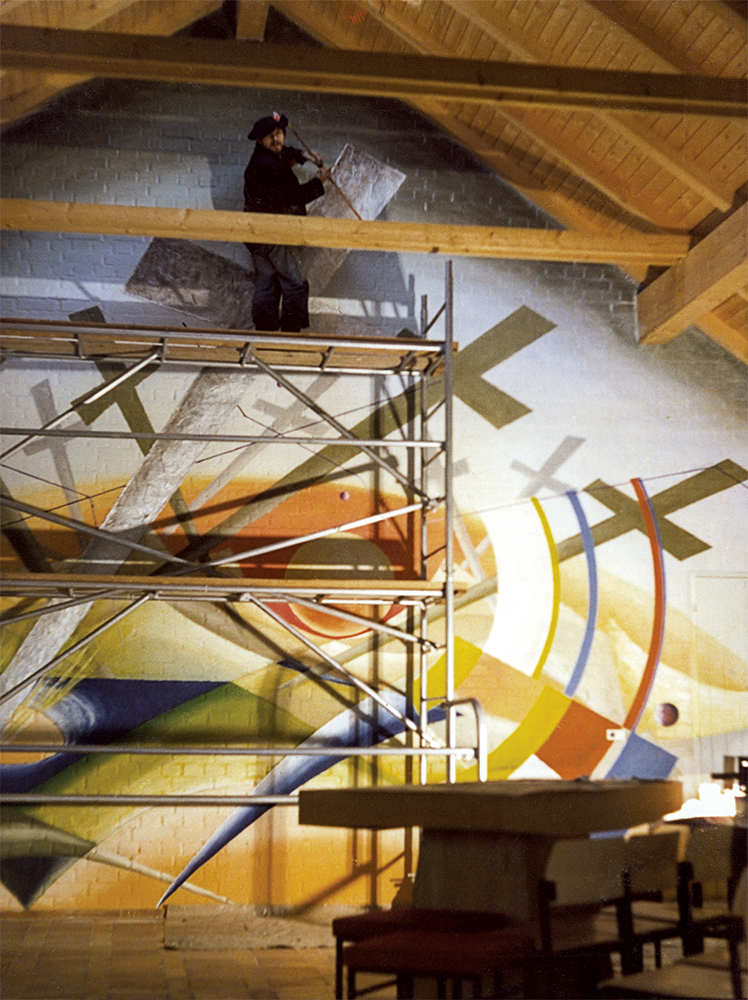
Lubo Kristek nella cappella del cimitero di Penzing.

Il lavoro di Kristek attirava su di sé l’attenzione. Nel 1982 la rivista di Monaco Applaus citò alcune delle sue azioni espressive più importanti:

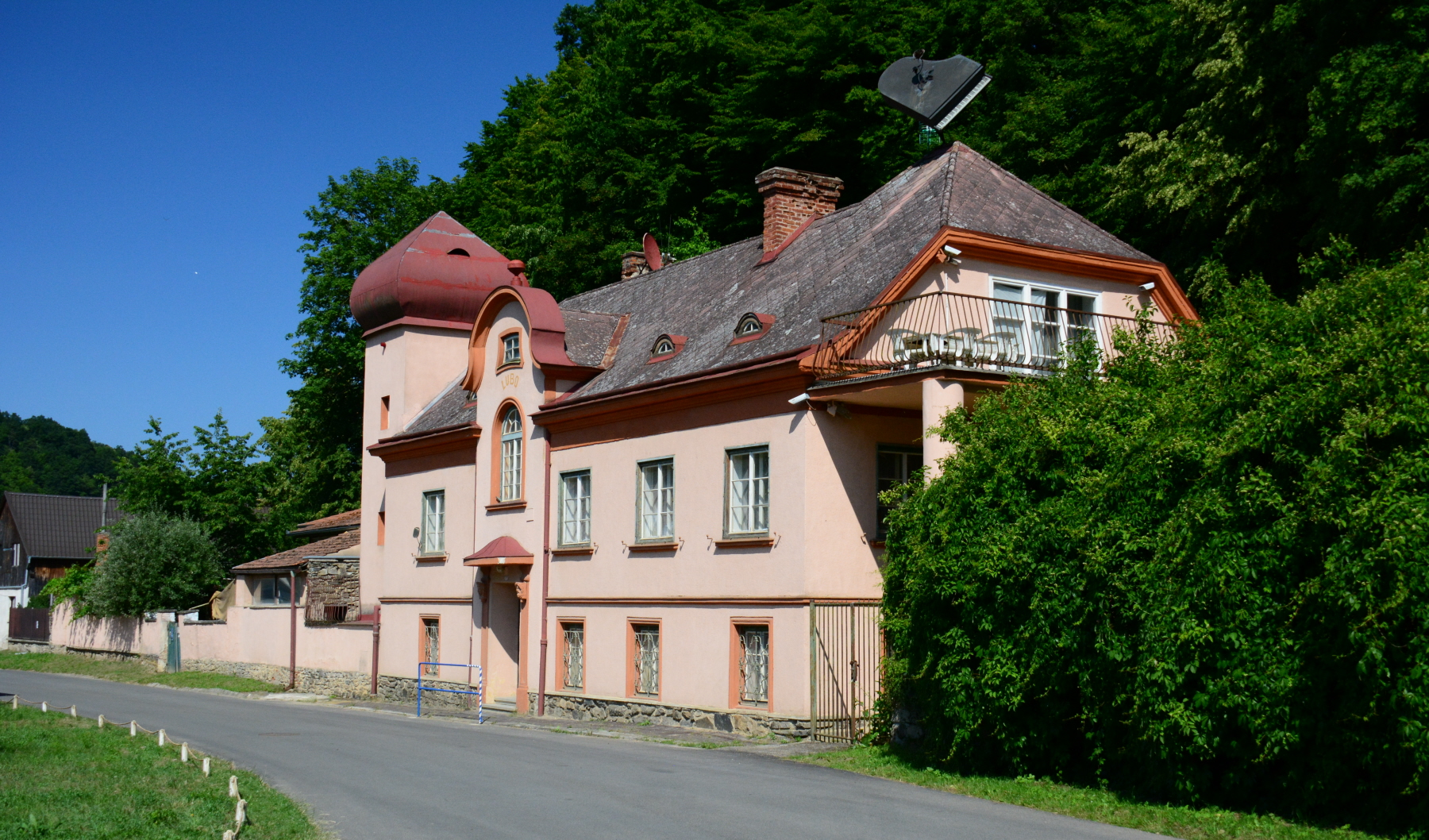

Dopo la Rivoluzione di velluto del 1989, Kristek ha iniziato a tornare nel suo paese natio (per qualche tempo faceva il pendolare tra la Germania, la Repubblica Ceca e gli altri paesi senza mai, però, perdere veramente i contatti con la Germania). Si è stabilito a Podhradí nad Dyjí e sulla cima del tetto del suo atelier ha collocato un pianoforte scolpito in equilibrio su una sola gamba. Nel 1994 lo scrittore ceco Jaromír Tomeček ha inaugurato quest’opera battezzando i meandri locali del fiume Thaya con il nome La valle di Kristek della fugacità divina del tono.
A tal proposito, il ministero della Cultura della Repubblica Ceca, Václav Jehlička, ebbe a scrivere:
Kristek ha portato avanti la sua attività di happening anche dopo il ritorno in patria. Ad oggi ha organizzato happening in Germania, Stati Uniti, Canada, Italia, Spagna, Repubblica Ceca, Austria, Turchia, Belgio, Polonia e Slovacchia.
Tra il 2005 e il 2006 ha creato un percorso composto da luoghi di pellegrinaggio lungo il fiume Thaya intitolato la Glittoteca di Kristek lungo la Thaya.

### Sculture e assemblage

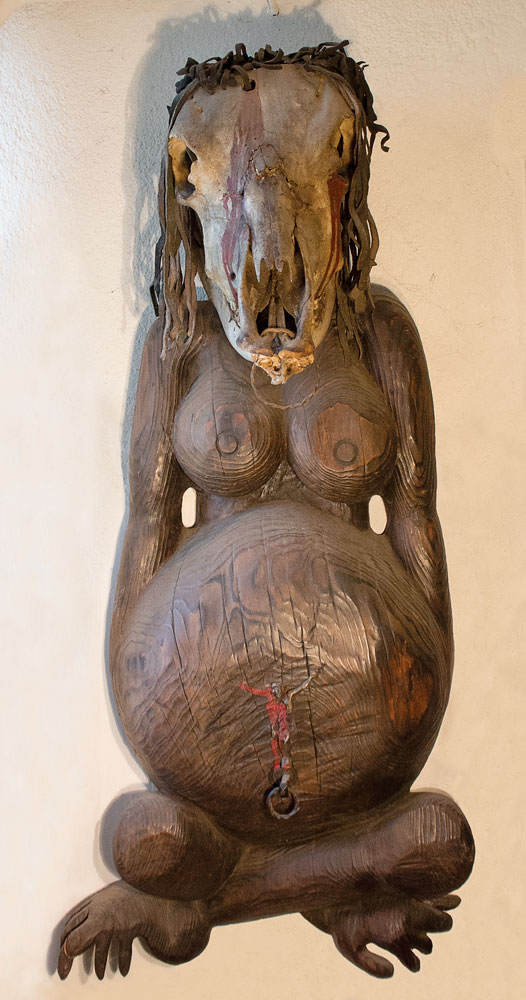
Portando (1969).

Una delle prime opere di Lubo Kristek intitolata Visione – Il rogo di Cristo (1964) vide la luce nella casa di Hustopeče. Innanzitutto creò una statuetta realistica di Cristo in ghisa, che poi mise su una croce realizzata con una costruzione in legno, sagomandola con la fiamma. Il materiale colante rappresentava la relatività della forma al pari della relatività della fede, “colante” nella patria di Kristek durante gli anni ‘60 del XX secolo.
Kristek trasforma le sue composizioni in moderni altari e tabernacoli. Un esempio del genere è rappresentato dal suo assemblage Portando (1969), nato da un lungo dibattito con il suo amico Eberhard Trumler (allievo e collega di Konrad Lorenz, il fondatore dell’etologia) sui meccanismi di sopravvivenza delle specie.
Anche la scultura Anima (1977) è una delle opere che Kristek ha sagomato servendosi della fiamma. In quell’epoca sperimentò molto l'uso della fiamma quale strumento espressivo. Questo era il suo dialogo con l’imprevedibilità. In modo deliberato nascondeva, o addirittura annullava, la propria impronta artistica per lasciar parlare il materiale stesso. Le sfere che dominano la cima della scultura sono il simbolo del lascito artistico che Kristek ha raccolto dal suo maestro e compagno spirituale Arno Lehmann (artista tedesco che viveva a Salisburgo, dove Kristek lo andava a trovare).
La grande scultura intitolata Albero del sapere (1981) attraversa tre piani e costituisce un esempio di armonia tra una scultura e l’ambiente circostante, concetto che più avanti Kristek avrebbe applicato anche nel suo lavoro paesaggistico. L’opera Albero del sapere è particolarmente apprezzata. A tal proposito la rivista di Monaco Steinmetz + Bildhauer scrisse:

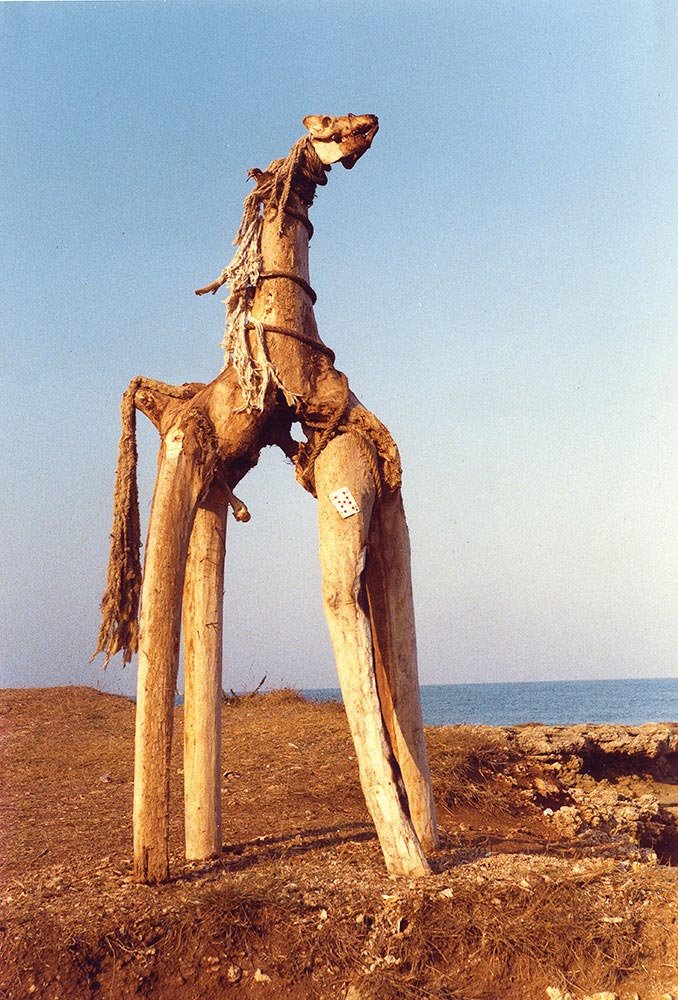
Cavalluccio marino (1986).

Kristek ha lasciato la propria impronta artistica anche nel paesaggio sulla costa iberica della Cantabria. Il suo assemblage intitolato Il filo spinato di Cristo (1983) vuole essere un deplorevole relitto del mondo contemporaneo meccanizzato, disumanizzato e razionalizzato.
Nel 1986, utilizzando il materiale portato dal mare, ha creato sulla costa italiana l’assemblage Cavalluccio marino. È come se il cavalluccio fosse rimasto congelato nel tempo, un teschio sostituisce la testa, ma al contempo simboleggia il perenne movimento e le onde galoppanti della vita, paragonabili a quelle impetuose del mare.
Spesso le sue opere artistiche superano i confini precostituiti. Per lui l'assemblage costituisce una piattaforma di fuga o di superamento delle frontiere che chiudono gli spazi limitandone anche il significato. Ciò è evidente nelle sue composizioni Famiglia con uomo invisibile (1994), Arlecchina e la tentazione (1994) e Nella discarica del tempo (1994). In quest’ultima, come pure nell’assemblage Metastazione dei toni abbandonati (1975−76), Kristek ha inserito funi, parti di strumenti e stringhe musicali. La sua “rete” crea uno strato semantico ben specifico. Queste due opere dialogano tematicamente con lo sviluppo della società (la prima) e con la vita personale di Kristek (la seconda), di cui diventano specchi unici.

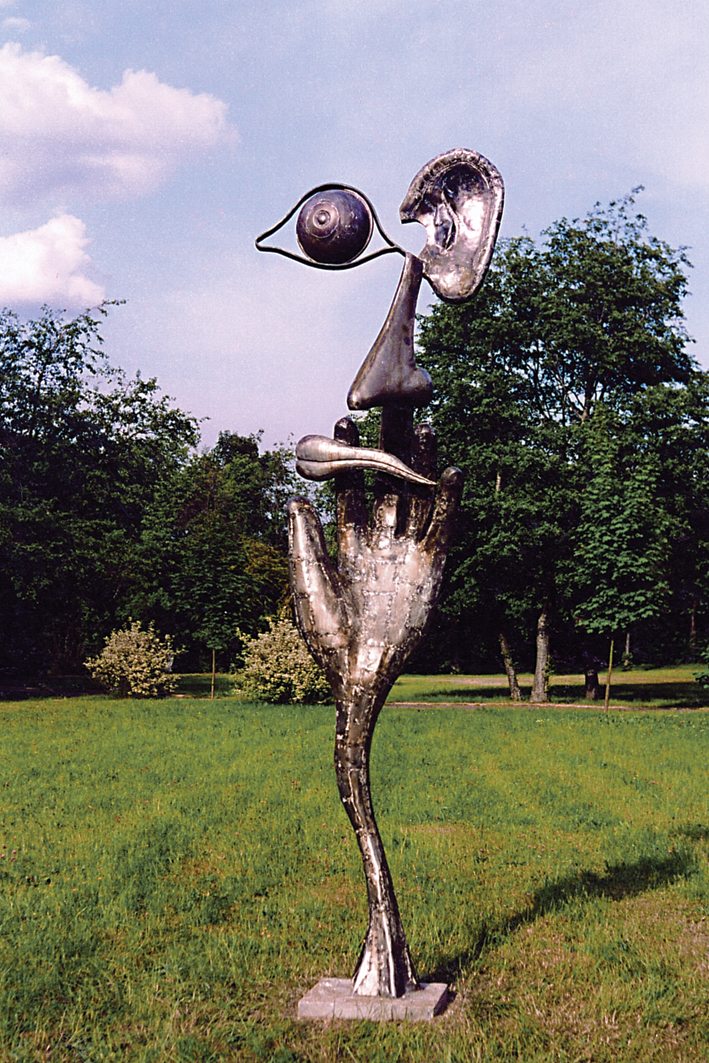
Monumento ai cinque sensi (1991), Neues Stadtmuseum, Landsberg am Lech.

La scultura Monumento ai cinque sensi (1991) è diventata uno dei simboli di Landsberg. Nel 2008 il Dr. Thomas Goppel, ministro bavarese per la Scienza, la Ricerca e l’Arte, scrisse:
La maestria artigianale di Kristek trova massima espressione soprattutto nelle sculture di metallo, dove eccelle alla perfezione l’uso virtuoso della tecnica.
Nel 2002, l’artista ha focalizzato la propria attenzione sulle ascese e sulle cadute delle varie forme che le fedi assumono, tracciando i confini e cercando il punto di svolta oltre il quale la fede si trasforma in demagogia. Ciò è evidente soprattutto nell’assemblage Orgasmi di demagogie diversive.

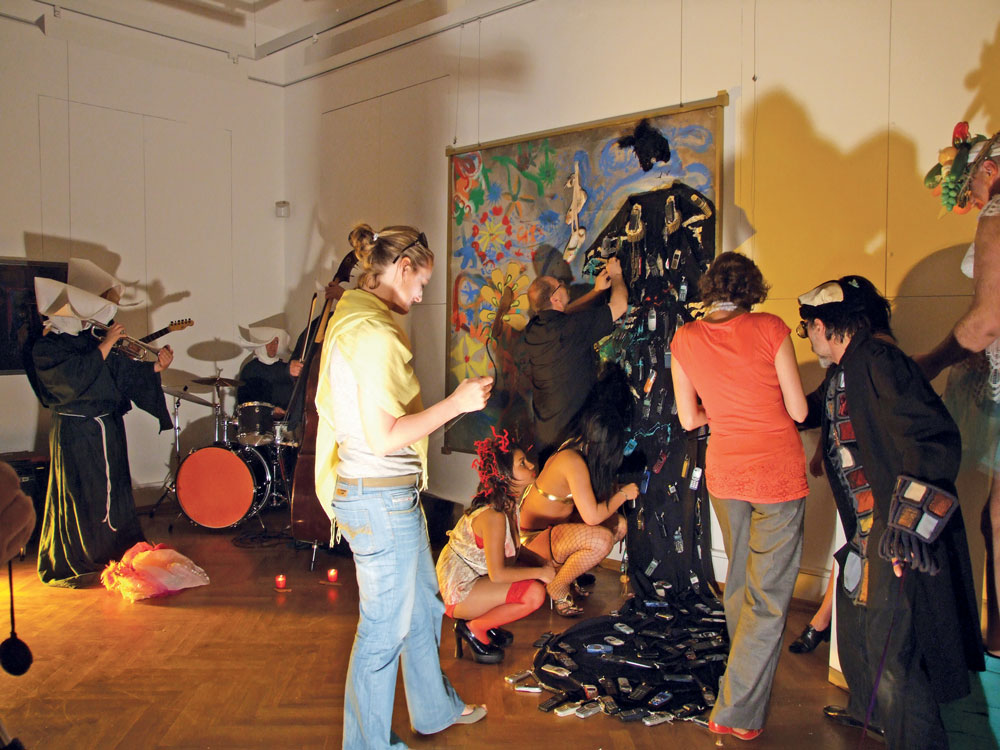
Requiem per i telefoni cellulari, assemblage interattivo.

L'assemblage di Kristek intitolato Nell’era prematuramente clonata di un pianeta (2003) rappresenta l’interpretazione che l'artista dà alla situazione dell’umanità nell’epoca “liquida” della globalizzazione. Questo assemblage è diventato il punto di partenza per il suo happening chiamato Visio sequentes ovvero Sull’era prematuramente clonata di un pianeta, nell’ambito del quale ha sviluppato la propria idea in forme più dinamiche e stratificate.
Nel 2007, Kristek ha dato vita all’assemblage interattivo intitolato Requiem per i telefoni cellulari, nato durante il suo happening grazie alla partecipazione degli spettatori con i loro cellulari. Successivamente, ha viaggiato in vari paesi con una serie di happening nei quali l’assemblage ha continuato a trasformarsi. Questo progetto di happening era indirizzato contro le dipendenze che si celano nelle trappole nascoste della società moderna (già dal 1976 Kristek si è dedicato al tema della trappola con l’assemblage L’estetica insonorizzata della lussurreggianza). 

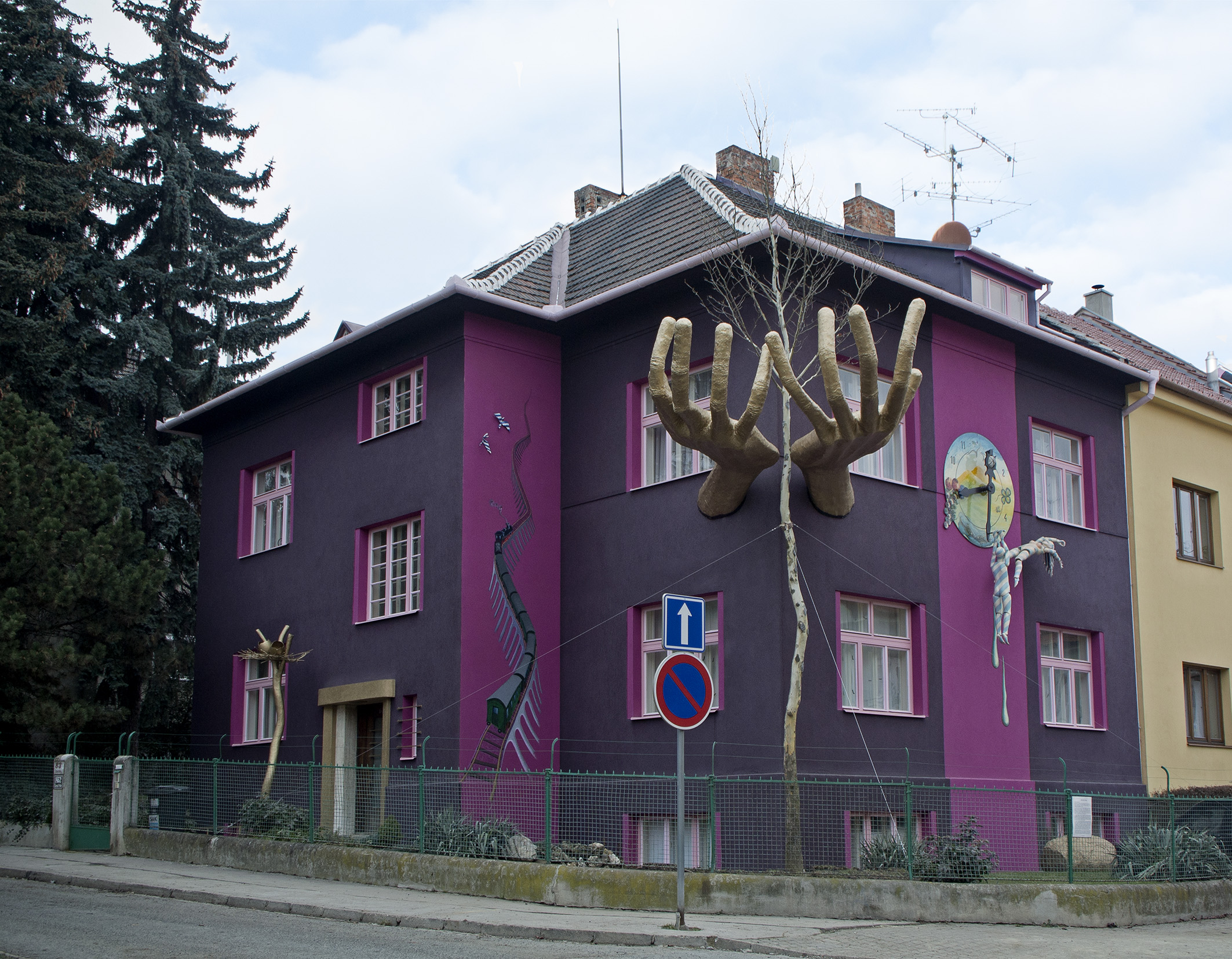
Casa di Kristek, assemblage monumentale, Brno.

Tra le composizioni, un posto speciale spetta alla Casa di Kristek, creata tra il 2015 e il 2017. Kristek ha trasformato la sua casa di Brno in un assemblage monumentale tematicamente dedicato al mito di Sisifo. In questo modo ha incorporato nell’opera d’arte il simbolo della casa e della vita privata. L’albero vivente, protetto da mani enormi che sporgono dall’angolo dell'edificio, sposta l’attenzione dello spettatore sul rapporto tra l’uomo e la natura. Grazie all’elemento vivente la forma dell’assemblage non sarà mai definitiva.

#### La Glittoteca di Kristek lungo la Thaya
Le prime sculture e composizioni nel paesaggio hanno influenzato una delle opere più significative di Kristek, la Glittoteca di Kristek lungo la Thaya, completata tra il 2005 e il 2006. Questo percorso scultoreo costellato di luoghi di pellegrinaggio segue il fiume Thaya in Repubblica Ceca, Austria e Slovacchia. Le sculture, la cui realizzazione si contraddistingue per monumentalità, qualità artigianale e orizzonti spirituali, sono idealmente collegate in un pellegrinaggio dedicato al fiume Thaya. Questo percorso, disseminato di undici soste simboliche, è diventato così la galleria en plein air con la quale Kristek invita il pubblico che vuole vedere le sue sculture a percorrere il territorio. Questo cammino offre al viandante l’opportunità di un’introspezione, aprendogli la strada verso un’altra dimensione in netto contrasto con il prevalente stile consumistico della vita nella nostra società agli albori del terzo millennio.

### Quadri

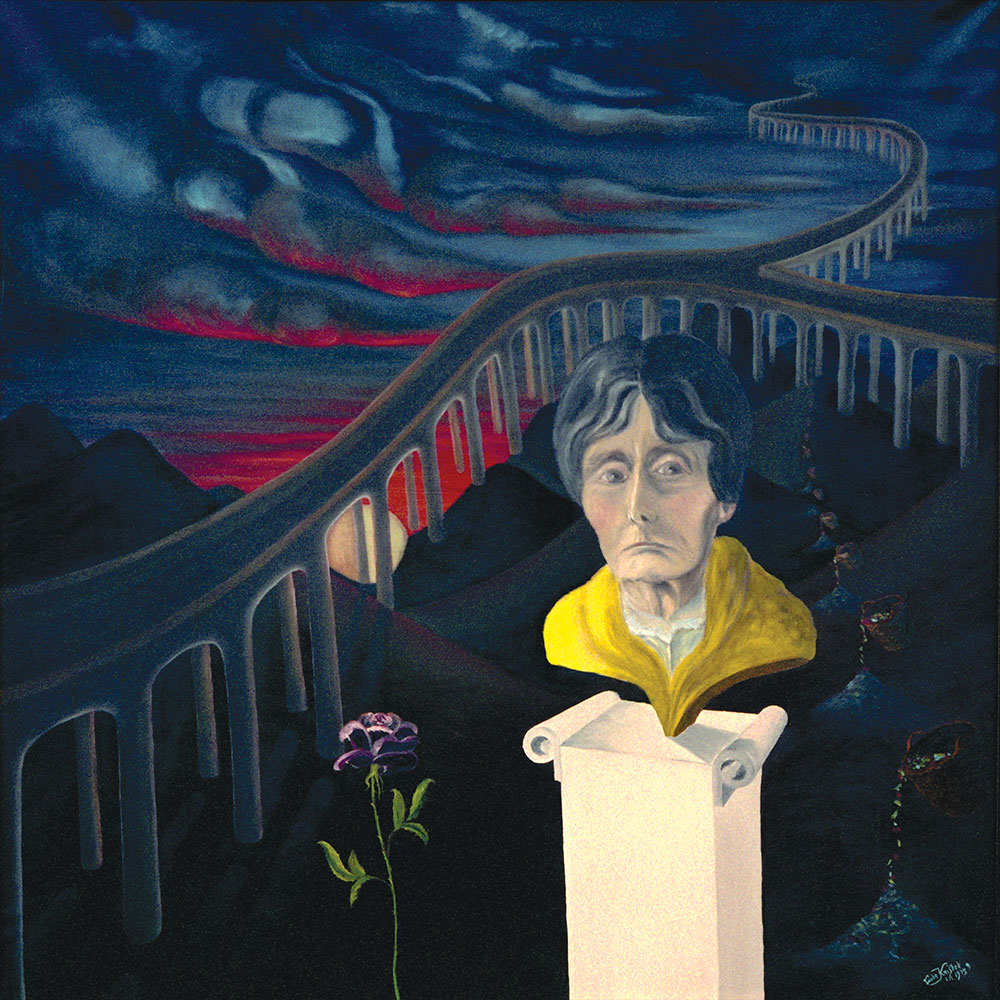
La superstrada celestiale di zia Fränzi (1974).

Nei suoi quadri Kristek ha creato un vero e proprio vocabolario personale. Ai suoi simboli, infatti, è possibile assegnare degli “attributi” specifici. Osservando il flusso semantico dei suoi simboli nel tempo si può arrivare a una comprensione più approfondita della sua arte. Tale simbolismo, infatti, permea tutti i lavori della sua vita in modo trasversale tra le varie tecniche. 
Già a partire dagli anni ‘70 del XX secolo, nei suoi quadri è possibile trovare il tema del ponte e della strada. Questa, di solito costeggiata da ponti ad arco e ascendente verso l’alto fino a sparire nell’ignoto, è chiamata dall’autore "la superstrada celestiale". In essa si riflette il desiderio di un pellegrinaggio alla ricerca della spiritualità per fondersi con ciò che ci trascende. Più l’uomo si avvicina alla rivelazione ultima, e più è prossimo ad abbandonare il mondo materiale. Il dipinto a olio La superstrada celestiale di zia Fränzi (1974), oggi nella collezione del Neues Stadtmuseum, costituisce un esempio del periodo in cui questo simbolo prese forma nella mente di Kristek. 

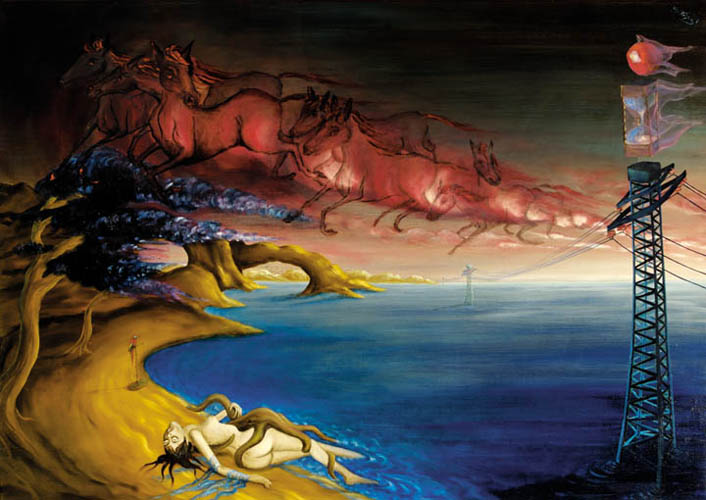
Alta tensione multilaterale (1975-76).

Kristek è molto attento alla comunicazione (sovente alla comunicazione interrotta) nell’era moderna e postmoderna. Il telefono morente del quadro Telefonata muschiata (1978-82) rappresenta il simbolo della comunicazione in via di dissolvenza. Su uno dei pali delle linee elettriche, su un Golgota di rifiuti, si erge il Crocifisso.
Un tema centrale dell’opera di Kristek è la ballerina o danzatrice. Essa costituisce un aspetto dinamico, vettore di cambiamento. La ballerina di Kristek cambia con il tempo. Nei quadri Biliardo della vita e ballerina del 1987 essa raffigura la vitalità delle incessanti mutazioni del mondo. Durante il primo decennio del XX secolo, però, il significato di questo simbolo si è trasformato e la ballerina è diventata spesso il testimone ultimo della distruzione. Nell’happening Via Crucis (2014) una ballerina trina in forma di fiamme inghiotte le macerie lasciate dalla catastrofe (dopo questa scena segue un altro dei temi ricorrenti di Kristek, la rinascita). Nel quadro Lo strano salto con l’asta (2016) la ballerina assume invece le sembianze della Morte per purificare il mondo.
Un altro importante simbolo della vita artistica di Kristek è l’albero con due mele. L’albero è nudo come nuda è la speranza che nasce dalla polvere degli sforzi vani della società. Lo si può trovare, ad esempio, nel quadro Impressioni di bosco, dove cresce intorno a un vecchio carro a rastrelliera. Un altro dei temi di Kristek è l’escrescenza o la penetrazione delle forme, come per esempio nel quadro Suite per un pianoforte biofilo attaccato da un bombardone masochista (1995).

### Happening, performance
Nel 1971 nacquero i vernissage notturni di Kristek. E fu proprio durante questi eventi che la visione artistica personale dell'artista ebbe l’occasione di formarsi. L’ingresso era libero (ancora oggi gli happening di Kristek sono liberamente accessibili) e servivano come luogo di incontro per scultori, pittori, musicisti, poeti, filosofi e visitatori. Questo ambiente divenne terreno fertile per i suoi happening. 
Nel 1976 la rivista Collage tracciò una mappatura dei primi anni dei vernissage notturni di Kristek:
Alcuni degli happening di Kristek hanno un formato da camera, ad esempio nel 1975 passeggiava per il colonnato di Landsberg con una volpe mummificata annotando le reazioni dei passanti (Passeggiata con una volpe nevrotica), in altri casi i partecipanti erano quasi un centinaio. Si tratta di esperimenti a cavallo tra teatro, musica, improvvisazione e rituali. Per Kristek è fondamentale vivere l’attimo presente. Progressivamente gli happening sono diventati una parte indipendente della sua opera. Il tema della morte, della società malata e della distruzione è bilanciato da quello della nascita o rinascita, della liberazione o della penetrazione delle forme.
Gli eventi di Kristek possono essere descritti come happening, performance o, talvolta, site-specific. Lui stesso tuttavia utilizza il termine originale “happening” che sottolinea il coinvolgimento del pubblico e l’esperienza autentica. 
A volte l’artista dissolve completamente il confine che separa il palcoscenico dalla platea. Al culmine dell’happening Visio sequentes ovvero Sull’era prematuramente clonata di un pianeta ha fatto mescolare in mezzo al pubblico degli attori con disturbi mentali. Gli spettatori erano scioccati e hanno cominciato a guardarsi nervosamente intorno per capire “chi è chi” ovvero “chi è il pazzo qui”. In questo modo Kristek ha costretto lo spettatore ha riflettere su dove sia il confine o se addirittura esista. Non gli interessa che lo spettatore comprenda la situazione, vuole che la viva. Kristek si pone l’obiettivo di portare una situazione fino al limite. La liminalità apre la strada alla trasformazione. Lo spettatore scioccato è catapultato fuori dai suoi stereotipi che, ora, può rivalutare da una posizione diversa.
La rivista Medizin + Kunst analizza gli happening di Kristek:

#### La percezione olografica
Ma a Lubo Kristek non interessa soltanto l’esperienza autentica e la condivisione di uno spazio comune con lo spettatore. Egli va oltre sulla strada della percezione specifica che chiama percezione olografica. Le scene non sono ordinate linearmente, il flusso degli eventi, quindi, non crea un continuum logico. Al contrario, durante gli happening di Kristek hanno luogo vari eventi in contemporanea. Secondo la sua teoria, in questo modo nella mente dello spettatore si crea un’immagine molto più plastica, olografica. La stratificazione delle scene, al pari della stratificazione dei significati, non è causa di disturbo della percezione, anzi, ne favorisce l’affinamento e il rafforzamento dell’effetto sulle emozioni, sulla creatività e sull’intuizione dello spettatore.

### La stratificazione graduale dell’opera d’arte
Le opere di Kristek, attraverso le varie tecniche, non sono mai isolate. Al contrario sono connesse e, talvolta, creano degli ammassi, tanto che alcune opere, create in vari periodi e con tecniche diverse, possono essere considerate alla stregua di un’opera integrale o di una raccolta. Lubo Kristek, quindi, introduce "la stratificazione graduale dell’opera d’arte". Una sua opera realizzata con una tecnica diventa il pretesto per crearne un’altra con una tecnica diversa, producendo così una sorta di stratificazione di questa opera integrale. Per fare un esempio, la sua scultura Pyramidae-Klipteon è diventata un “cimelio” per il suo happening intitolato Pyramidae-Klipteon II (2002). In un altro caso, l’artista ha utilizzato una scenografia di un happening quale strato fondamentale per i quadri Nella prigione di una cattedrale laica (2002-2003) e Fuga latente nella settima dimensione (2003). Nel secondo lavoro ha composto anche la scenografia dell’happening intitolato Concepito nel tempo ovvero il Sarcofago dei sogni (2001).

## Opere reputate

### Sculture

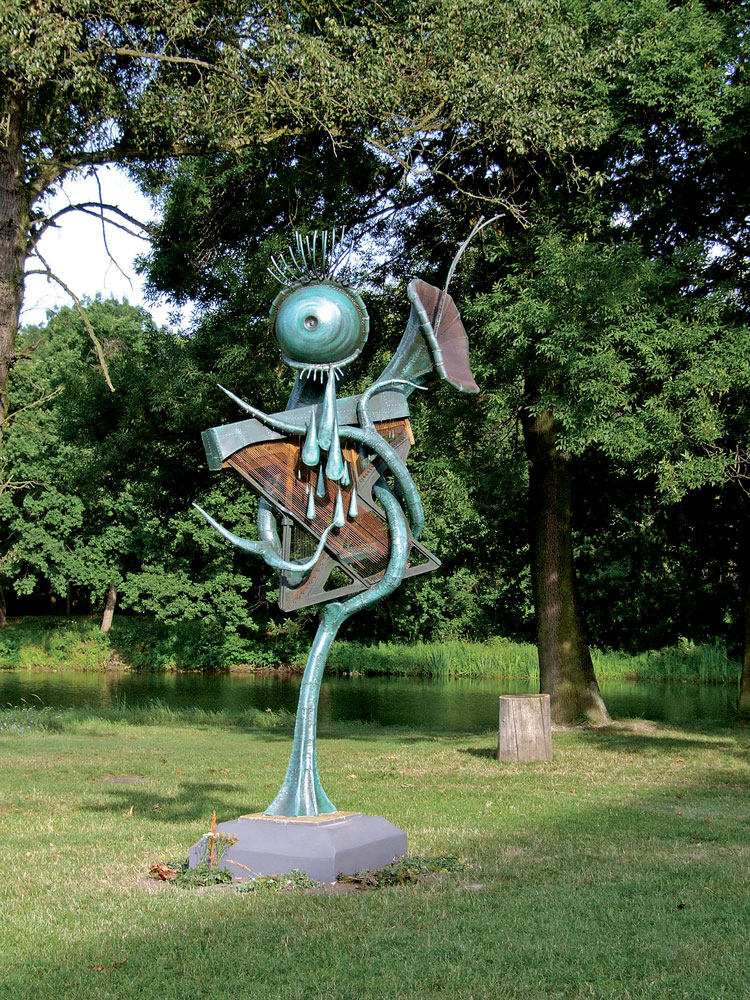
Albero dell’arpa a vento (1992).

- 1964: Visione – Il rogo di Cristo
- 1968: Thaya – Il destino dell'albero, alla 5ª Stazione della Glittoteca di Kristek lungo la Thaya, Vranov nad Dyjí, Repubblica Ceca[30]
- 1971-72: Vita, legno, alla 3ª Stazione della Glittoteca di Kristek lungo la Thaya, castello di Drosendorf, Austria[31]
- 1977: Anima, legno[32]
- 1977: Nascita della forma assoluta, legno, Vancouver, Stati Uniti
- 1978: Liberazione dalle sofferenze, ceramica, alla 7ª Stazione della Glittoteca di Kristek lungo la Thaya presso il Monastero di Louka, Znojmo, Repubblica Ceca[33]
- 1978: Nascita e anche dannazione della sfera, scultura in ceramica nella cappella, alla 8ª Stazione della Glittoteca di Kristek lungo la Thaya, castello di Jan, Repubblica Ceca[34]
- 1981: Albero del sapere, legno, metallo, Liceo Ignaz Kögler, Landsberg am Lech, Germania[35]
- 1988: Bevendo, fontana di bronzo, Theresienbad Greifenberg, Germania
- 1991: Monumento ai cinque sensi, metallo, Neues Stadtmuseum, Landsberg am Lech[36]
- 1992: Albero dell’arpa a vento, metallo, alla 9ª Stazione della Glittoteca di Kristek lungo la Thaya, castello di Pohansko, Břeclav, Repubblica Ceca[37]
- 2005-6: Nascita, metallo, 1ª Stazione della Glittoteca di Kristek lungo la Thaya, sorgente del fiume moravo Thaya, Panenska Rozsícka, Repubblica Ceca[38] * 2006 Cercatori, originale di gesso esposto nella Sala di Kristek, castello di Ruegers, Riegersburg, Austria[39]
- 2006: Pietre del desiderio, alla 2ª Stazione della Glittoteca di Kristek lungo la Thaya, Staré Hobzí, Repubblica Ceca[40]
- 2006: Potenza parapiremidale cosmicamente programmata, metallo, alla 4ª Stazione della Glittoteca di Kristek lungo la Thaya, Podhradí nad Dyjí, Repubblica Ceca[41]
- 2015: Cercatori – Forme organiche, metallo, alla 10ª Stazione della Glittoteca di Kristek lungo la Thaya, confluenza dei fiumi Thaya e Morava, Sekule, Slovacchia

### Assemblage
- 1969: In volo[42]
- 1969: Portando[43]
- 1973: La finestra dei peccati

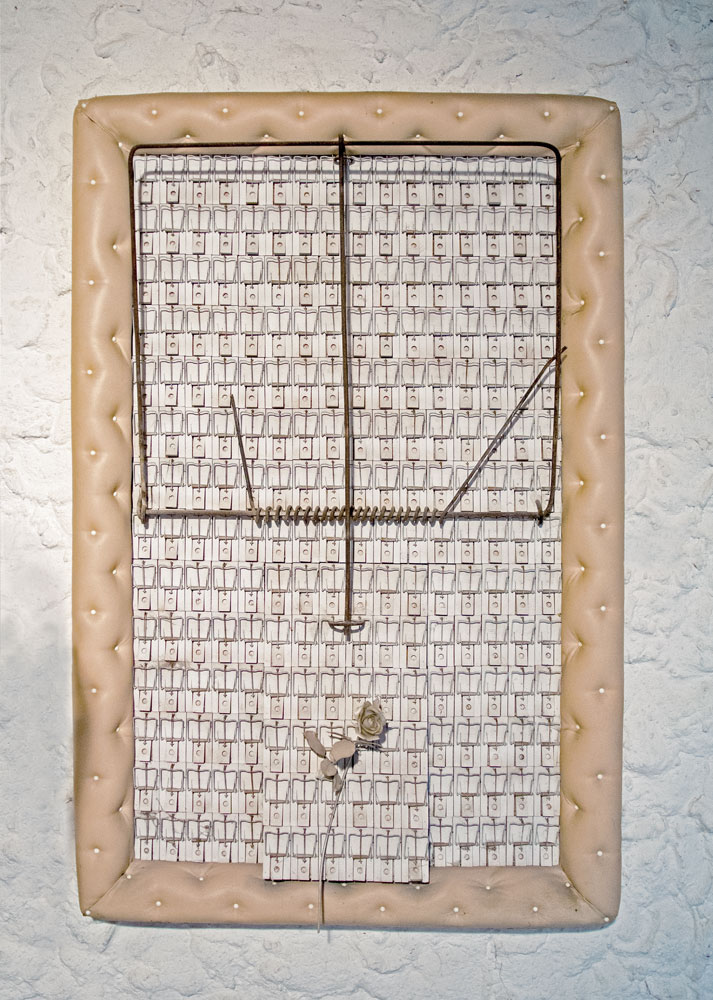
L’estetica insonorizzata della lussurreggianza (1976).

- 1975-76: Metastazione dei toni abbandonati, esposto nella Sala di Kristek, castello di Ruegers, Riegersburg, Austria[44]
- 1976: L’estetica insonorizzata della lussurreggianza[45]
- 1983: Il filo spinato di Cristo, Cantabria, Spagna[46]
- 1986: Cavalluccio marino, Roma, Italia[47]
- 1986: Gloria, Nascita dell'Homo Divinensus – Intellektes[48]
- 1975-92: Processi mentali automatici – Tavoloe, esposto nella castello Lubo, Podhradí nad Dyjí, Repubblica Ceca[49]
- 1992: La porta, questa opera è nata durante l’happening Lo spazio dell’anima (1992), Landsberg am Lech, Germania[50]
- 1994: Nella discarica del tempo esposto nella Sala di Kristek, castello di Ruegers, Riegersburg, Austria[51]
- 1994: Famiglia con uomo invisibile[52]
- 1998: Frequenze sensoriali, assemblage per il municipio di Bursa, Turchia
- 2000: Arachnologia Adé, omaggio di Kristek ai suoi amati ragni[53]
- 2001: Concepito nel tempo[54]
- 2002: Orgasmi di demagogie diversive[55]
- 2003: Nell’era prematuramente clonata di un pianeta[56]
- 2003: Madonna del deserto,[57]
- 2007: Preludi di Franz Liszt[58]
- 2007-…: Requiem per i telefoni cellulari, assemblage interattivo[59]
- 2010: L’ultimo cancello
- 2010: EU 2010 – Gli ostinati sforzi di un sanguinario folletto paraplegico[60]
- 2017: Casa di Kristek, assemblage monumentale, Brno, Repubblica Ceca

### Quadri

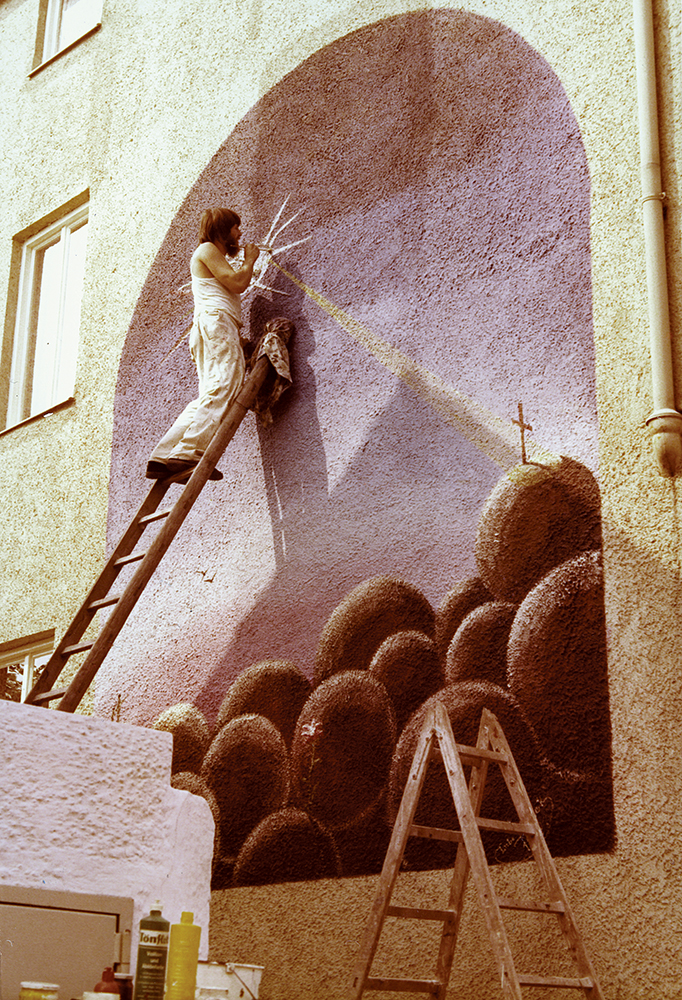
Osservazione della Terra (1974), Augsburg, durante la creazione.

- 1974: La superstrada celestiale di zia Fränzi, olio su tela, Neues Stadtmuseum, Landsberg am Lech, Germania[61]
- 1974: Osservazione della Terra, dipinto a secco sulla facciata, Augsburg, Germania
- 1975-76: Alta tensione multilaterale, olio su tela[62]
- 1976: Deflorazione critica dello spirito, olio su tela[63]
- 1977: Tensione comune enfatizzando il buco nero, dipinto sulla facciata, Los Angeles, Stati Uniti[64]
- 1977: Calura – Vita – Eternità, dipinto sulla facciata, San Francisco, Stati Uniti[65]
- 1977: Composizione trascendentale tra il dolore e la speranza, altare da parete, cappella consacrata a Penzing, Germania
- 1978-82: Telefonata muschiata, olio su tela[66]
- 1995: Suite per un pianoforte biofilo attaccato da un bombardone masochista, huile sur toile[67]
- 1995: Impressioni di bosco, olio su tela[68]
- 1976-2000: Dove possono solo gli uccelli, olio su tela[69]
- 1996: L’accordo di Naděžda nel paesaggio, olio su tela[70]
- 2003: Fuga latente nella settima dimensione[71]
- 2009: La bella addormentata nel cimitero, autoritratto[72]

### Happening, performance

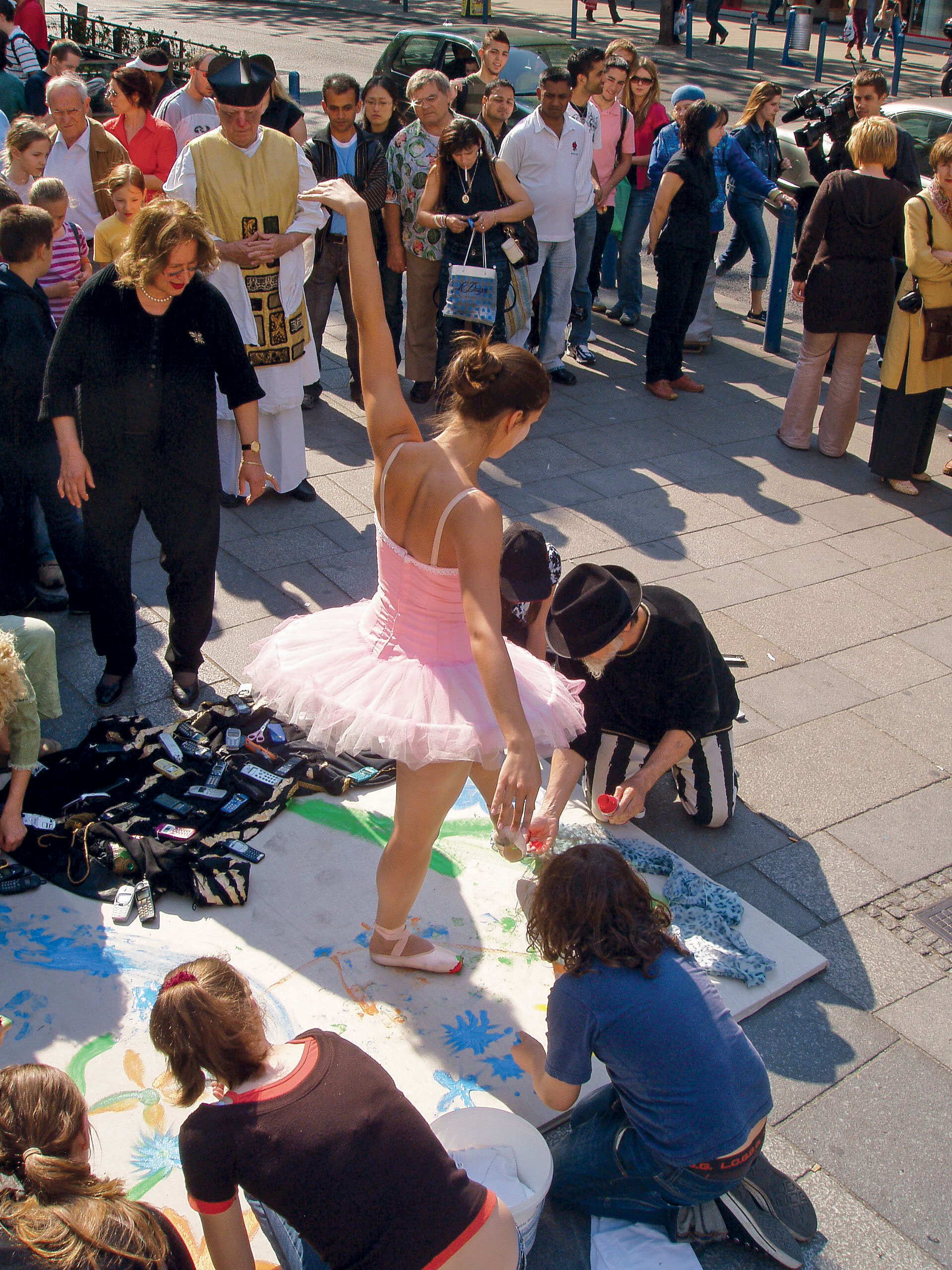
Happening Requiem per i telefoni cellulari (2007), Mariahilfer Straße, Vienna.

- 26 luglio 1973: Vernissage notturno di Kristek, Landsberg am Lech, Germania
- 26 luglio 1975: Vernissage notturno di Kristek, Landsberg am Lech, Germania
- 1975: Passeggiata con una volpe nevrotica, Landsberg am Lech, Germania
- 31 luglio 1976: Vernissage notturno di Kristek, Landsberg am Lech, Germania
- 11 giugno 1977: Ciclo americano 77, Los Angeles, Beyond Baroque Gallery, Stati Uniti
- 12 settembre 1977: Ciclo americano 77, Vancouver Multicultural Society, Stati Uniti
- août 1983: La rinascita della fantasia di Kristek, Kleinkitzighofen, Germania
- 24 febbraio 1989: Adé Dalí, Müssiggengelzunfthaus, Kempten, Germania (omaggio a Salvador Dalí con cui Kristek era in contatto soprattutto negli anni ‘70 del XX secolo)
- 12 dicembre 1992: Lo spazio dell’anima, Neues Stadtmuseum, Landsberg am Lech, Germania
- 30 luglio 1994: Carretto pieno di toni, rovine del castello di Freistein, Repubblica Ceca
- 12 agosto 1995: Paesaggio mitologico N° 95 in tre atti, fiume Thaya, Podhradí nad Dyjí, Repubblica Ceca
- 27 luglio 1996: La sepoltura dell’eredità dei sette peccati capitali ovvero Là dove nasce Evrum, happening nel cimitero, Podhradí nad Dyjí, Repubblica Ceca
- 20 giugno 1998 et 26 giugno 1998: Amare in circulo vitioso in finito secundi milenii,, doppio-happening, Landsberg am Lech, Germania e Brno, Repubblica Ceca
- 6 novembre 1998: Frequenze sensoriali, zona pedonale davanti al municipio, Bursa, Turchia
- 1 luglio 2000: Inaugurazione del parco di Kristek, Podhradí nad Dyjí, Repubblica Ceca
- 28 marzo 2001: Arachnologia adé, Podhradí nad Dyjí, Repubblica Ceca
- 4 agosto 2001: Concepito nel tempo ovvero il Sarcofago dei sogni, Galerie di Kristek, Podhradí nad Dyjí, Repubblica Ceca
- 10 novembre 2001: Lo spazio dell’anima, Teatro Comunale, Hasselt, Belgio
- 1 giugno 2002: Pyramidae Klipteon II, Podhradí nad Dyjí, Repubblica Ceca
- 4 luglio 2003: Visio sequentes ovvero Sull’era prematuramente clonata di un pianeta, sotterranei del castello di Znojmo, Repubblica Ceca
- 20 maggio - 22 luglio 2006: Glittoteca di Kristek lungo la Thaya, inaugurazione dei luoghi di pellegrinaggio, 10 happening
- 13 aprile 2007: Requiem per i telefoni cellulari I, Rivista Rovnost, Znojmo, Repubblica Ceca
- 24 aprile 2007: Requiem per i telefoni cellulari II, Vienna, Mariahilfer Straße, Austria
- 16 maggio 2007: Requiem per i telefoni cellulari III, castello barocco di Riegersburg, Austria
- 10 maggio 2008: Il terzo occhio della comunicazione remota (Requiem per i telefoni cellulari IV), Neues Stadtmuseum, Landsberg am Lech, Germania
- 16 agosto 2008: Un matrimonio filogenetico notevolmente umido ovvero Il ritorno del mondo stanco degli esseri umani nelle profondità delle acque, castello di Jan, Repubblica Ceca
- 28 aprile 2009: La caduta della cortina di ferro, castello barocco di Riegersburg, Austria
- 5 giugno 2010: Requiem per i telefoni cellulari V, Teatro Comunale, Sucha Beskidzka, Polonia
- 1 novembre 2012: La porta verso una nuova dimensione, castello di Sychrov, Repubblica Ceca
- 25 maggio 2013: Cacofonia surreale, castello di Jan, Repubblica Ceca
- 14 settembre 2013: Testimonianza dell'anima, Teatro Horácké, Jihlava, Repubblica Ceca
- 7 giugno 2014: Via Crucis, castello di Landstein, Repubblica Ceca
- 28 aprile 2015: Prigionieri di un tango blu, castello barocco di Riegersburg, Austria
- 15 agosto 2015: Cercatori – Forme organiche, confluenza dei fiumi Thaya e Morava, Sekule, Slovacchia
- 30 settembre 2015: Caccia, castello di Křtiny, Repubblica Ceca